# Nao Šikataová
Nao Šikataová (japonsky 四方 菜穂, * 5. listopadu 1979 Kamakura) je bývalá japonská fotbalistka.

## Reprezentační kariéra
Za japonskou reprezentaci v letech 2001 až 2006 odehrála 8 reprezentačních utkání. Byla členkou japonské reprezentace i na Mistrovství Asie ve fotbale žen 2001 a 2006.

## Statistiky
| Japonsko | Japonsko | Japonsko |
| Roky     | Záp.     | Góly     |
| -------- | -------- | -------- |
| 2001     | 3        | 0        |
| 2002     | 0        | 0        |
| 2003     | 0        | 0        |
| 2004     | 1        | 0        |
| 2005     | 2        | 0        |
| 2006     | 2        | 0        |
| Celkem   | 8        | 0        |

## Úspěchy

### Reprezentační
- Mistrovství Asie:  2001